# Taifa von Badajoz

Taifa von Badajoz

Die Taifa von Badajoz (arabisch طائفة بطليوس, DMG Ṭāʾifat Baṭalyaus) war ein mittelalterliches, nur kurzzeitig existierendes islamisches Kleinkönigreich (taifa) im Südwesten der Iberischen Halbinsel.

## Geschichte
Das Taifa-Reich von Badajoz entstand in der Phase des Untergangs des Kalifats von Córdoba (1009–1031). Es wurde um das Jahr 1012/13 von Sabur as-Saqlabi (kurz: Sapur), einem ehemaligen Sklaven, gegründet, der jedoch nur etwa 10 Jahre lang regierte und keine eigene Nachfolgedynastie aufbauen konnte. Auch seine Nachfolger aus der Dynastie der Aftasiden herrschten vergleichsweise lang, spalteten das Reich jedoch im Jahr 1079/80 auf. Ab dem Jahr 1094 stand die Region für gut 50 Jahre unter der Kontrolle der berberischen Almoraviden und – nach einem kurzen Interregnum unter den Banu Wazir und Banu Hayy – von ca. 1150 bis 1230 unter der Oberherrschaft der Almohaden. Im Zuge der christlichen Reconquista fiel die Regierungsgewalt bereits im Jahr 1230 an die Krone von Kastilien.

## Herrscher

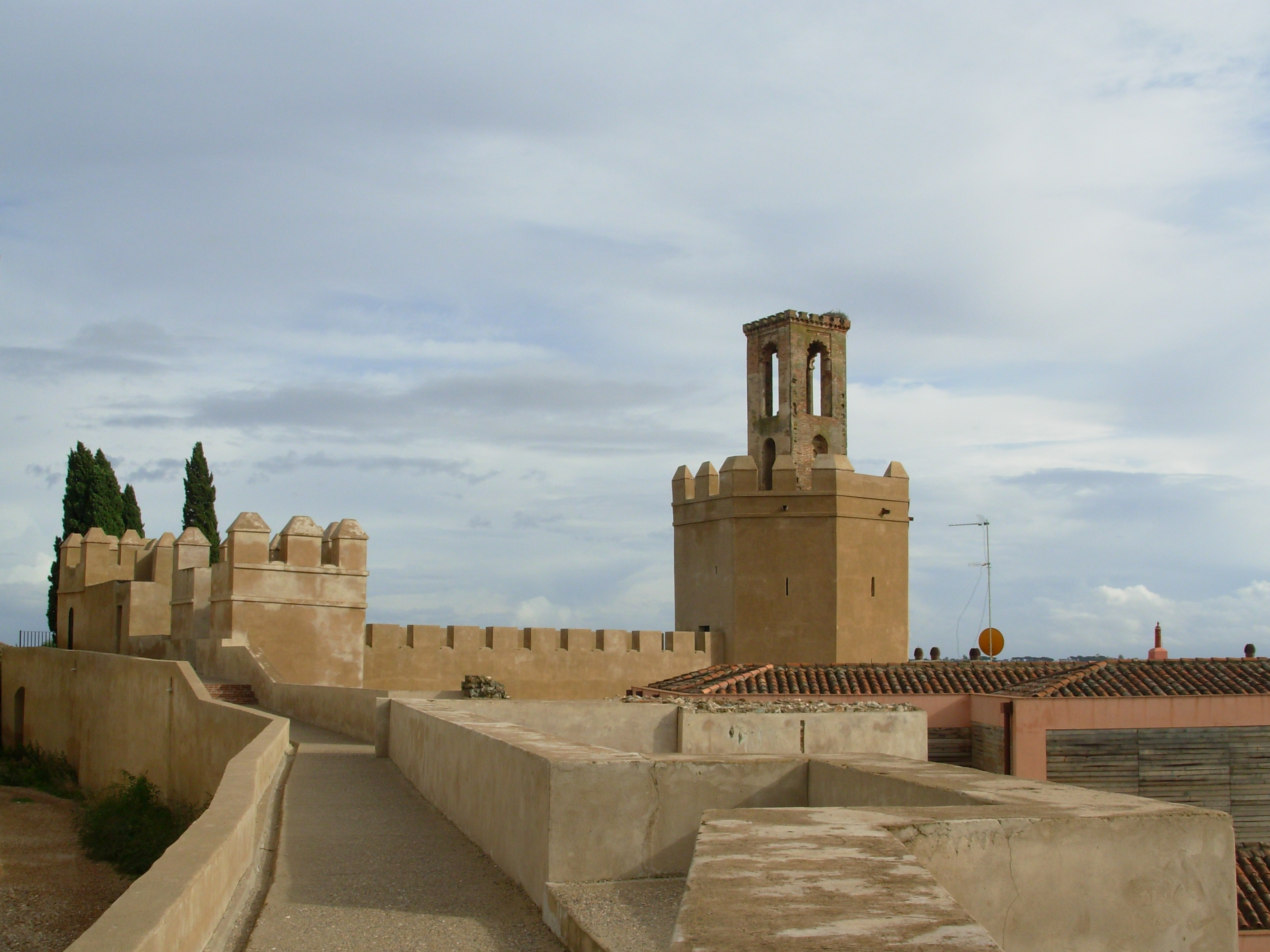
Stadtfestung (alcazaba) von Badajoz

- Sabur as-Saqlabi (1012/13–1022)

### Aftasiden
- Abdallah ibn al-Aftas (1022–1045)
- Abu Bakr Muhammad ibn Abdallah al-Muzaffar (1045–1067)
- Yahya ibn Abi Bakr Muhammad al-Aftas (1067–1073/1079) (al-Mansur II)
- Muhammad ibn Abi Bakr Muhammad al-Aftas (1079–1093)
- Fadl ibn Muhammad al-Aftas (1080–1093) in Alqantara
- Abbas ibn Muhammad al-Aftas (1080–1093) in Qasr 'Abi Dans
- Umar ibn Muhamad al-Aftas (1081–1093) in Mértola

### Almoraviden
(1094–1142)

### Banu Wazir
- Siddray ibn Wazir al-Wazir (1142–1145)

### Banu Hayy
- Hakam ibn Muhammad al-Hayy (1116–1143) (in Alqantara)
- Muhammad ibn Hakam al-Hayy (1146–1149)

### Almohaden
ca. 1150–1230